# Phrygilus patagonicus
El comesebo patagónico o cometocino patagónico (Phrygilus patagonicus), también denominado fringilo patagónico o yal patagón, es una especie de ave passeriforme de la familia Thraupidae perteneciente al género Phrygilus. Es nativo de la región andino - patagónica del sur de América del Sur. 

## Distribución y hábitat
Esta especie anida desde la región de Maule en Chile hacia el sur y desde las áreas boscosas de la adyacente Argentina (al sur desde Neuquén) al sur hasta Tierra del Fuego. En los inviernos australes también al norte hasta Valparaíso y región metropolitana de Santiago.
Esta especie es considerada bastante común en sus hábitats naturales: los bordes de bosques, a menudo en bosques de hayas del sur Nothofagus, y clareras arbustivas, principalmente por debajo de los 1200 m de altitud.

## Descripción

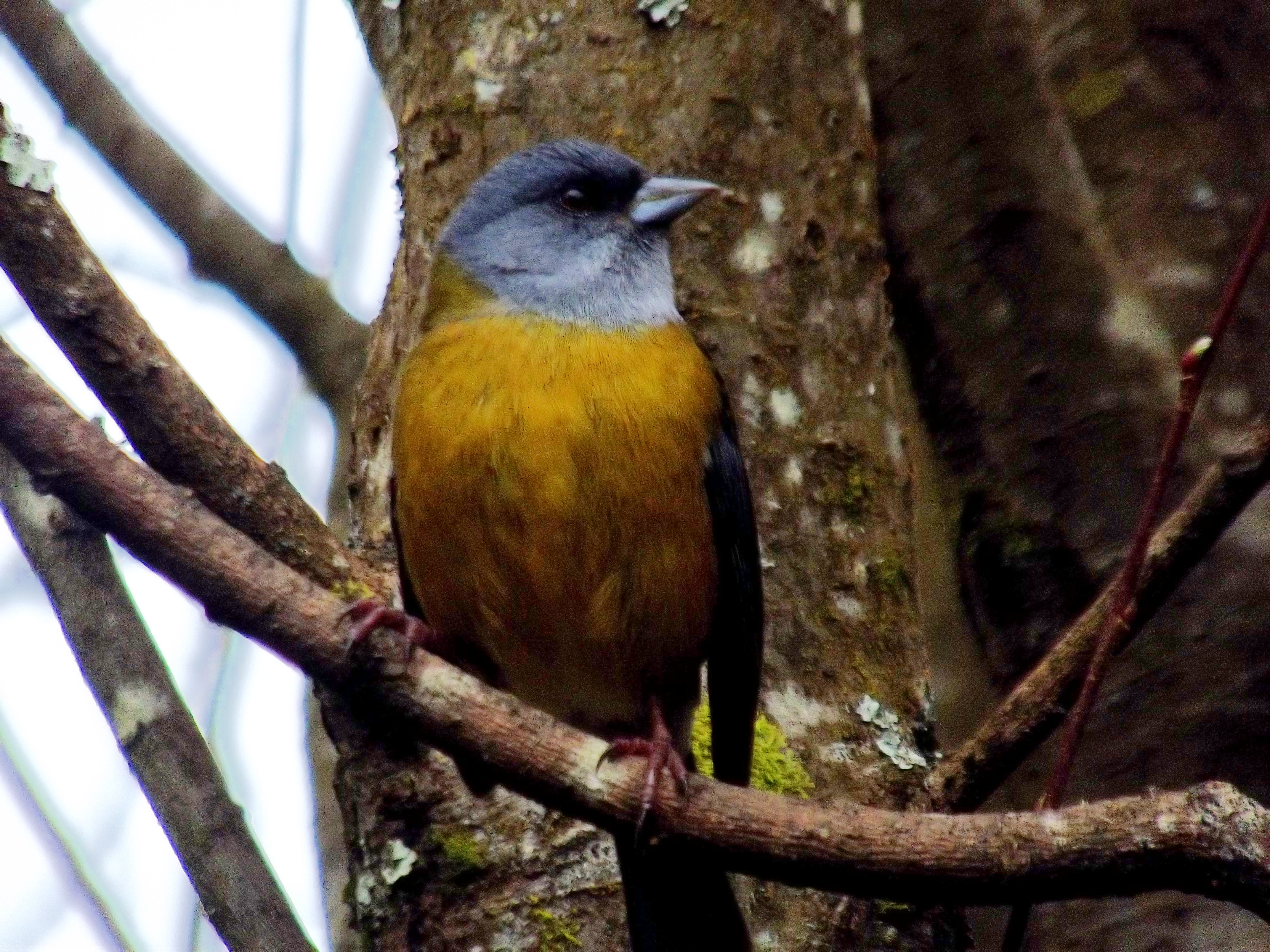
Ejemplar en sector Chinquihue, Puerto Montt, Chile.

Mide 15 a 16 cm de longitud. El macho tiene la cabeza, el cuello y la parte superior del pecho color gris azulado oscuro; con  la zona loreal y alrededor del pico negruzcos; el plumaje del dorso es amarillo oliváceo con tonos castaños y el lomo amarillento; el pecho y el vientre son de color amarillo verdoso; las subcaudales son gris azuloso pálido; las primarias negruzcas; las coberteras y cola gris azulado oscuro. La hembra tiene la cabeza, cobertoras y cola grisáceas; el dorso es verde olivaceo oscuro; las partes inferiores verde amarillento pálido y las subcaudales gris claro.

## Comportamiento
Es arborícola y, cuando anida, permanece cerca de agua, a pesar de que baja al suelo frecuentemente para alimentarse; fuera de la temporada reproductiva anda en bandadas y ocupa un territorio más extenso.

### Alimentación
Se alimenta de semillas, flores, néctar, frutos e insectos, A veces busca alimento entre la basura de zonas habitadas.

### Reproducción
Construye un nido en forma de taza, en el suelo entre la vegetación, cerca de las raíces o del dedritus vegetal y preferentemente cerca de barrancos. la hembra pone dos a cuatro huevos de color verde claro con manchas y pintas color gris violáceo o pardo violáceo. En el verano cuando anida permanece en Tierra de Fuego y el extremo sur del continente y en el invierno migra hacia el norte , hacia el centro de Argentina y Chile.

### Vocalización
Su canto, claro y rítmico, es una serie corta de notas bien enunciadas, por ejemplo «cliit-cluett, cliit-uiit, cluit», algunas veces dado desde una percha alta.

## Sistemática

### Descripción original
La especie P. patagonicus fue descrita por primera vez por el ornitólogo británico Percy Lowe en 1923 bajo el nombre científico Phrygilus gayi patagonicus; la localidad tipo es: «Good Success Bay, Tierra del Fuego, Argentina».

### Etimología
El nombre genérico masculino Phrygilus proviene del griego «phrugilos»: ave no identificada, mencionada por Aristófanes, tal vez algún tipo de pinzón; y el nombre de la especie «patagonicus» se refiere a la región donde habita, la Patagonia.

### Taxonomía
De acuerdo con los estudios genéticos y las características externas, según el trabajo de Campagna et al., 2011, la presente especie integra un clado bien definido de Phrygilus encapuchados junto a Phrygilus gayi, P. punensis y P. atriceps, que se distinguen por su cabeza oscura a manera de capucha y plumaje muy colorido del macho y presentan claro dimorfismo sexual. Está relacionado con el género Sicalis.
La zona de distribución se superpone bastante con P. gayi en varios locales de los Andes y en el noroeste de Tierra del Fuego; hay algunas evidencias de hibridación, pero las dos especies generalmente permanecen separadas y ocupan hábitats diferentes. La subespecie más pequeña P. gayi minor exhibe características de plumaje intermediarias entre la presente y P. gayi, y tal vez estaría mejor incluida en esta especie sobre la base de su preferencia por hábitats boscosos.